# Drago Furlan
Drago Furlan - Oran, slovenski domobranski častnik, padel v boju, † marec 1945. 
Furlan je bil med drugo svetovno vojno nadporočnik slovenskega domobranstva in komandir domobranske čete v Novem mestu. V prostovoljno protikomunistično milico je vstopil leta 1942 po tem, ko so njegovega očeta, upokojenega orožnika iz Kronovega 24. julija 1942 partizani mučili in usmrtili v gozdu Kostanovlje na Dolenjskem pred njegovimi očmi. Dva dni kasneje so na istem mestu ubili tudi njegovo nosečo mater. Leta 1944 je Furlan postal poveljnik novo ustanovljene domobranske čete v Novem mestu, kjer je marca 1945 padel v spopadu z italijanskimi partizani.  

## Odlikovanja
- Železni križec druge stopnje (30. januar 1945)
- Ranjeniški znak v srebru (24. julij 1944)

1. 1 2  Drago Furlan (1922 - 1945) - Genealogy — 2018.